# Potentil·la vernal
La potentil·la vernal o potentil·la de la primavera (Potentilla neumanniana) és una espècie de planta del gènere Potentilla dins la família rosàcia, Va ser descrita primer per H.G.L. Reichenbach el 1832. La seva distribució és lateeuropea, es troba a part de la conca del Mediterrani i als Països Catalans excepte les Balears.

## Taxonomia
El nom de P. tabernaemontani, va ser establert més tard per P.F.A. Ascherson, i no és vàlid. El nom de P. verna està mal aplicat Linnaeus es referia a l'espècie P. crantzii.

## Descripció
Planta perenne de 5 a 20 cm d'alçada. Floreix de març a setembre. Les fulles basals són lanceolato-linears.les altres fulles tenen de 5 a 7 folíols amb el pecíol hirsut.

## Hàbitat
Pastures i prats secs. Sobretot a l'estatge montà i a les contrades més o menys plujoses de la regió mediterrània. Des del nivell del mar als 2.270 metres d'altitud.